# Anthicoxenus
Anthicoxenus là một chi bọ cánh cứng trong họ Meloidae.
Chi này được miêu tả khoa học năm 1860 bởi Fairmaire & Germain.

## Các loài
Các loài trong chi này gồm:
- Anthicoxenus nigroplagiatus Fairmaire & Germain, 1860
- Anthicoxenus ovallii Philippi, 1873
- Anthicoxenus paulseni Fairmaire, 1875